# Konrad Kojder
Konrad Kojder (ur. 15 stycznia 1956 w Przemyślu, zm. 2 czerwca 2025) – polski szachista, mistrz międzynarodowy od 1984 roku.

## Kariera szachowa
W latach 1979 i 1985 dwukrotnie wystąpił w finałach mistrzostw Polski seniorów. Odniósł kilka turniejowych sukcesów, m.in. w Krośnie (1977 - II-III; 1978 - I; 1979 - I), Lesku (1983 - III), Rzeszowie (1983 - II-III) oraz Gdańsku (1984 - II-V).
Najwyższy ranking w karierze osiągnął 1 stycznia 1980 r., z wynikiem 2430 punktów dzielił wówczas 3-5. miejsce wśród polskich szachistów. Od 1992 r. nie uczestniczy w turniejach klasyfikowanych przez Międzynarodową Federację Szachową.